# Vicente Sancho

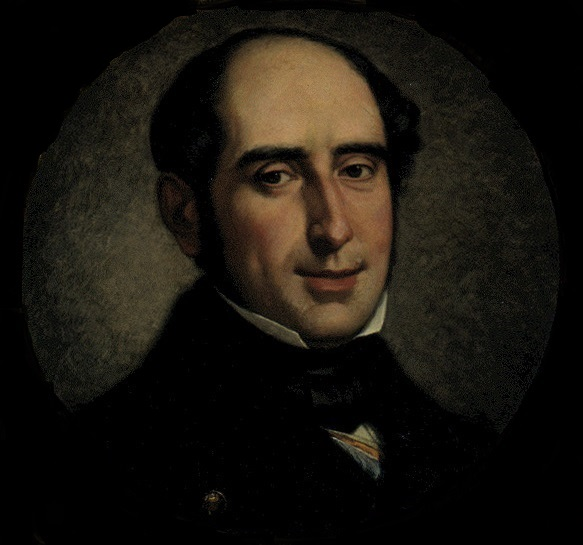
Vicente Sancho (rechts) auf einem Gemälde von Ignacio Suárez Llanos (1870) in der Cortes

Vicente Sancho (* 5. April 1784 in Petrés, Provinz Valencia; † 29. Mai 1860 in Madrid) war ein spanischer Politiker und Regierungspräsident Spaniens (Presidente del Gobierno).

## Biografie

### Revolution von 1820 und Herrschaft von Ferdinand VII.
Sancho absolvierte nach einem Studium der Rechtswissenschaften auch eine militärische Ausbildung. Zu Beginn der Spanischen Revolution vom Januar 1820 wurde er zum Oberst (Coronel) befördert und war als solcher zunächst Sekretär der Provisorischen Junta von Madrid. Bereits am 9. März 1820 wurde er zum Vizepräsidenten der Provisorischen Regierung der neuen liberalen Regierung (Triennio Liberal) ernannt und war als solcher bis zum 9. Juli 1820 tätig. Zugleich gehörte er als Vertreter von Valencia bis 1822 dem Parlament (Cortes) an. Im Laufe der weiteren Revolutionszeit wurde er 1822 zunächst Vorsitzender der Politischen Bewegung in Barcelona und dann Militärkommandant von Murcia. Zuletzt war er 1823 Gouverneur von Cartagena.
Nach der französischen Invasion in Spanien und der erneuten Machtübernahme von König Ferdinand VII. 1823 ging er ins Exil nach Frankreich und später nach England. 1830 gehörte er zu den Teilnehmern des Treffens der Opposition in Bayonne.

### Herrschaft von Isabella II., Regierungspräsident und letzte Lebensjahre
Nach dem Tode Ferdinands VII. am 29. September 1833 und der durch die Regentin Maria Christina von Sizilien verfügten Generalamnestie kehrte er 1835 nach Spanien zurück, wo er durch seine engen Verbindungen zum Kreis um Juan Álvarez Mendizábal zu einem angesehenen Führer der Progressiven Partei (Partido Progresista) wurde.
Am 26. Februar 1836 wurde er als deren Vertreter für die Wahlkreise Castellón und Valencia zum Abgeordneten des Parlaments (Congreso de los Diputardos) gewählt wurde. Zu diesem Zeitpunkt war er auch Sekretär des Ministerrates. In den folgenden Jahren vertrat er bis zum 3. September 1844 abwechselnd die Interessen der Wahlkreise weiterhin im Parlament. Im Juli 1837 war er außerdem für einen Monat Parlamentspräsident.
Am 20. Juli 1840 wurde er zum Innenminister (Ministro de Gobernación) in das Kabinett von Antonio González González berufen, dem er bis zum Ende der kurzen Amtszeit am 12. August 1840 angehörte.
Am 11. September 1840 folgte er dann Modesto Cortázar im Amt des Regierungspräsident Spaniens (Presidente del Gobierno) und übernahm zugleich das Amt des Außenministers (Ministro de Estado). Als seine Regierung das Gesetz über die Stadtregierungen (Ley de Ayuntamientos), das die Mitwirkung der Stadtbevölkerung bei der Besetzung der kommunalen Regierungen (Ayuntamientos) sehr beschränkte, im Parlament (Cortes) durchsetzte und die Regentin Maria Christina das Gesetz unterzeichnete, gleichzeitig aber General Baldomero Espartero mit der Unterdrückung des infolgedessen in Katalonien ausgebrochenen Aufstandes beauftragte, forderte Espartero aufgrund dessen Manifestes vom 7. September 1840 als Bedingungen für seine Zusammenarbeit mit der Regierung die Zurücknahme des Gesetzes über die Stadtregierungen, die Auflösung der Cortes und die Entlassung der Minister.
Tatsächlich kam es bereits am 16. September 1840 zur Entlassung von Sancho und der Ernennung von Espartero zum neuen Regierungspräsidenten.
Aufgrund seiner politischen Verdienste wurde er jedoch am 21. April 1847 zum Senator auf Lebenszeit (Senador Vitalicio) ernannt. Zugleich gehörte er nach den Wahlen vom 4. Oktober 1854 als Vertreter des Wahlkreises Castellón dem Parlament bis 1856 erneut als Abgeordneter an.